# احمد نظام کرمانی
احمد نظام کرمانی ملقب به نظام علیشاه (زاده کرمان - درگذشت : ۱۲۴۶ هجری قمری، کرمان )شاعر و از دروایش قرن سیزدهم قمری است. از وی یک شرح منظوم بر کتاب مصباح الشریعه و مفتاح الحقیقه و دیوان شعر باقی مانده‌است. وی از مریدان رونق علیشاه و پس از درگذشت وی مجذوب علیشاه بود و در کنار مشتاق علیشاه به خاک سپرده شد.